# Garden of the Titans: Live at Red Rocks Amphitheater
Garden of the Titans: Live at Red Rocks Amphitheater es un álbum en vivo y un video de concierto de la banda sueca de metal progresivo Opeth, lanzado el 2 de noviembre de 2018 a través de Nuclear Blast. Fue grabado el 11 de mayo de 2017 en el anfiteatro Red Rocks en Morrison, Colorado, mientras la banda estaba de gira por Estados Unidos promocionando su álbum Sorceress.

## Lista de canciones
| N.º | Título                | Álbum original       | Duración |  |
| 1.  | «Sorceress»           | Sorceress            | 7:09     |  |
| 2.  | «Ghost of Perdition»  | Ghost Reveries       | 12:08    |  |
| 3.  | «Demon of the Fall»   | My Arms, Your Hearse | 9:55     |  |
| 4.  | «The Wilde Flowers»   | Sorceress            | 8:42     |  |
| 5.  | «In My Time of Need»  | Damnation            | 5:44     |  |
| 6.  | «The Devil's Orchard» | Heritage             | 7:10     |  |
| 7.  | «Cusp of Eternity»    | Pale Communion       | 5:14     |  |
| 8.  | «Heir Apparent»       | Watershed            | 10:21    |  |
| 9.  | «Era»                 | Sorceress            | 7:30     |  |
| 10. | «Deliverance»         | Deliverance          | 14:13    |  |

## Posicionamiento
| Chart (2018)                           | Posición más alta |
| -------------------------------------- | ----------------- |
| Países Bajos (Album Top 100)           | 195               |
| Alemania (Offizielle Top 100)          | 17                |
| España (PROMUSICAE)                    | 86                |
| Estados Unidos (Independent Albums)    | 7                 |
| Estados Unidos (Top Tastemaker Albums) | 12                |